# Joey Deacon
Joseph John Deacon (24 de mayo de 1920 – 3 de diciembre de 1981) fue un autor y personalidad televisiva británico.

## Biografía
Deacon nació con parálisis cerebral severa, una condición neurológica que lo dejó con espasticidad neuromuscular que afectó particularmente sus brazos y piernas. La condición de Deacon resultó en un tono muscular significativo, una tendencia a la flexión muscular de los brazos y la extensión de las piernas. Esto prácticamente impidió el control motor fino en sus manos, brazos y piernas. Aunque Deacon podía caminar con ayuda, en su mayoría usaba una silla de ruedas. El discurso de Deacon también fue ininteligible para la mayoría, excepto para sus amigos más cercanos.
Deacon fue internado en una institución cuando era niño y más tarde fabricó zapatos en los alojamientos protegidos. Como no podía comunicarse libremente, algunos compañeros lo percibieron erróneamente como "mentalmente subnormal". Sin embargo, con la ayuda de sus amigos Ernie Roberts, Tom Blackburn y Michael Sangster, Deacon pudo escribir una autobiografía, titulada Tongue Tied (1974), que fue publicada por la organización benéfica Mencap como parte de su serie Subnormality in the Seventies (Subnormalidad en los años setenta). El libro proporcionó información sobre la vida de las personas con discapacidades físicas. Con las regalías recaudadas de la venta de libros y las donaciones, Deacon y sus amigos compraron una casa en la que podrían residir.

## Primeros años de vida
Siempre creyendo que él era mentalmente normal e inteligente, su madre le pedía que contara los automóviles que pasaban frente a su casa, a lo que Joey respondía parpadeando por cada automóvil que pasaba. Durante su infancia en el hospital, demostró su inteligencia varias veces en pruebas, utilizando la comunicación no verbal como parpadear o señalar con la nariz.
Deacon tuvo algunas operaciones quirúrgicas en las piernas en el Hospital St Childe cuando tenía alrededor de cuatro años, pero no tuvieron éxito. A los seis años, su madre murió de tuberculosis y Joey fue criado por su abuela. A los ocho años, luego de varias operaciones más, fue admitido en el Queen Mary's Hospital en Carshalton, luego transferido seis meses después al Caterham Mental Hospital (más tarde St Lawrence's Hospital), donde permaneció por el resto de su vida. Permaneció en estrecho contacto con su padre hasta la muerte de su padre.[cita requerida]

## Lengua atada
En 1970, Deacon comenzó a escribir su autobiografía con tres amigos. Ernie Roberts, que también tenía parálisis cerebral, había estado en el hospital desde los diez años y podía entender el habla de Deacon. Roberts escuchó el dictado de Deacon y se lo repitió a otro paciente, Michael Sangster, quien lo anotó a mano. Después de que Chris Ring, un estudiante que visitaba el equipo cada semana, corrigiera la prueba, fue mecanografiada por un cuarto miembro del equipo, Tom Blackburn, quien inicialmente no sabía leer ni escribir, pero aprendió a escribir por sí mismo para poder ayudar. El libro de cuarenta y cuatro páginas tardó catorce meses en escribirse. Woman's Hour de BBC Radio 4 publicó un artículo sobre Deacon y su manuscrito y la publicidad resultante condujo al documental de televisión de la BBC.

## Vida posterior
Los cuatro hombres formaron una amistad inseparable en el hospital durante décadas, y en 1974 su relación fue el tema de un documental dramático ganador de premios Prix Italia y BAFTA para Horizon de la televisión británica escrito por Elaine Morgan y dirigido por Brian Gibson, titulado Joey. A esto le siguió un segundo documental realizado para Blue Peter.
Tan pronto como se completó Tongue Tied, el equipo comenzó a trabajar en un segundo libro. Deacon quería escribir una obra de ficción: una novela sobre un hombre discapacitado que estaba desesperado por aprender a caminar para poder caminar por el pasillo y casarse con su novia. Nunca fue publicado.
Las regalías de Tongue Tied y las donaciones recaudaron suficiente dinero para que los cuatro se mudaran a un bungalow en los terrenos del hospital de Caterham en 1979, donde pudieron vivir de manera más independiente. Después de que Deacon muriera dos años más tarde a los 61, Blackburn y Roberts se mudaron a una casa fuera de los terrenos, donde vivieron con la ayuda de trabajadores de apoyo.

## Blue Petery el impacto cultural
En 1981, durante el último año de su vida, Deacon apareció en el programa de televisión infantil Blue Peter para el Año Internacional de los Discapacitados. Fue presentado como un ejemplo de una persona que había logrado mucho a pesar de sus discapacidades.
A pesar de la forma sensible en que Blue Peter cubrió su vida, el impacto en el público no fue del todo el esperado. Los niños captaron las imágenes y los sonidos del discurso y los gestos distintivos de Deacon y rápidamente se convirtió en una figura ridícula en los patios de las escuelas de todo el país, y el término "Joey" se usó como un insulto para una persona percibida como estúpida.
En 1982, la historia de Deacon fue el tema de un artículo de D. Ellis en la revista Developmental Medicine & Child Neurology, describiendo cómo después de cincuenta años de residencia en una institución para personas con discapacidad mental, se ideó una nueva estrategia mediante la cual la inteligencia de Deacon podría ser juzgado; la estrategia reveló que tenía una inteligencia normal.
En 2020, 100 años después del nacimiento de Joey Deacon, se estableció una organización benéfica llamada Deacon Center en su ciudad adoptiva de Caterham para reconocer y continuar su legado. El centro ofrece 'espacios de creatividad' para personas con discapacidades mentales y de comunicación en el área local con un programa de actividades que incluye escritura creativa, música, arte y teatro.

## Obras
- Deacon, Joey (1974). Tongue Tied. Fifty years of friendship in a subnormality hospital, Nat. Soc. for Mentally Handicapped Children, ISBN 0-85537-017-3
- Deacon, Joey (Reprint). Tongue Tied. Fifty years of friendship in a subnormality hospital, Mencap Publications, ISBN 0-85537-077-7